# السعيد بن أبي حمو
 السعيد بن أبي حمو سلطان الدولة الزيانية السادس عشر بتلمسان حكم فترة ستة أشهر.

## اسمه ونسبه
السعيد بن أبي حمو موسى بن أبي يعقوب يوسف بن أبي زيد عبد الرحمن بن أبي زكريا يحي بن يغمراسن بن زيان العبدوادي الزناتي.

## حكمه
```
بويع بتلمسان أواخر محرم سنة 814 هـ الموافق أواخر مايو سنة 1411 م.
[
2
]
 عرف بكثرة كرمه وسوء تدبيره وإسرافه في تبذير أموال الدولة ثم زيادة الضرائب بعد فراغ خزينتة.
[
3
]
[
4
]
 دام حكمه قرابة ستة أشهر إلى أن ثار عليه أخوه 
أبو مالك عبد الواحد
 مدعوما ببني مرين ودخل عليه تلمسان وخلعه ليلة السادس عشر من رجب سنة 814 هـ الموافق الثاني نوفمبر سنة 1411 م.
[
5
]
 ففر منها إلى الجهة الشرقية وتوفي بنفس السنة.
[
3
]
```

| سبقه عبد الرحمن بن محمد الأول | الدولة الزيانية | تبعه أبو مالك عبد الواحد |